# الديناصورات الكشافة
الديناصورات الكشافة مسلسل رسوم متحركة إيطالي عرض لأول مره في 3 نوفمبر 2008 ولازال مستمر . تمت دبلجة المسلسل للغة العربية على قناة أجيال والجزيرة الأطفال .

## روابط خارجية
- الديناصورات الكشافة على موقع IMDb (الإنجليزية)
- الديناصورات الكشافة على موقع كينوبويسك (الروسية)
- قالب:Lingue Sito ufficiale
- I Saurini su Rai Junior
- I Saurini su Mondo TV
- قالب:Dopp